# اندی رونی
اندی رونی (انگلیسی: Andy Rooney; ۱۴ ژانویهٔ ۱۹۱۹ – ۴ نوامبر ۲۰۱۱) خبرنگار جنگ، فیلم‌نامه‌نویس، روزنامه‌نگار، و نویسنده اهل ایالات متحده آمریکا بود، که بیشتر به خاطر پخش هفتگی "چند دقیقه با اندی رونی" در ۶۰ دقیقه در تلویزیون سی‌بی‌اس از سال ۱۹۷۸ تا ۲۰۱۱ شهرت یافت. آخرین حضور منظم او در ۶۰ دقیقه در ۲ اکتبر ۲۰۱۱ پخش شد. او یک ماه بعد در سن ۹۲ سالگی درگذشت.

## سنین جوانی و تحصیل
اندرو آیتکن رونی در آلبانی، نیویورک متولد شد، او فرزند والتر اسکات رونی (۱۸۸۸–۱۹۵۹) و الینور (رینولدز) رونی (۱۸۸۶–۱۹۸۰) بود. اندرو در آکادمی آلبانی به تحصیل پرداخت و بعداً در دانشگاه کولگیت در هامیلتون در مرکز نیویورک به ادامه تحصیل پرداخت و در آنجا به انجمن برادری سیگما چی راه یافت، سپس، در اوت ۱۹۴۱ به نیروی زمینی ایالات متحده آمریکا فراخوانده شد.

## جنگ جهانی دوم
رونی کار خبرنگاری را در روزنامه‌ها در سال ۱۹۴۲ در حالی که در ارتش مشغول به خدمت بود شروع کرد و با نگارش در روزنامه نظامی استارز اند استرایک لندن آغاز کرد. او یکی از شش خبرنگاری بود که در دومین بمباران هوایی آمریکا بر فراز آلمان در فوریه ۱۹۴۳ همراه با اسکادران نیروی هوایی هشتم آمریکا پرواز کرد. او اولین خبرنگاری بود که پس از تصرف پل لودندورف در ۷ مارس ۱۹۴۵ توسط لشکر ۹ زرهی (ایالات متحده آمریکا) به پل لودندورف رسید. او در فاصله ۳۲ کیلومتری (۲۰ مایلی) غرب بود که شنید پل به تصرف درآمده. او نوشت: این رؤیای یک خبرنگار بود، و اضافه کرد این یکی از داستان‌های بزرگ جنگ بود که به دامان من افتاده بود. تسخیر پل خبر صفحه اول آمریکا شد. رونی تصرف پل را به عنوان یکی از پنج رویداد برتر کل جنگ اروپا در کنار پیاده‌سازی در نرماندی ارزیابی کرد.
او یکی از اولین روزنامه نگاران آمریکایی بود که نزدیک پایان جنگ جهانی دوم از اردوگاه‌های کار اجباری نازی‌ها بازدید کرد و یکی از اولین کسانی بود که در مورد آنها نوشت. رونی در بخشی از سریال بزرگ‌ترین نسل اثر تام بروکا اظهار داشت که با جنگ جهانی دوم مخالف بوده‌است زیرا او صلح‌جو بود. او گفت که آنچه در اردوگاه‌های کار اجباری دیده بود او را شرمنده کرد که با جنگ مخالفت کرده بود و برای همیشه نظرات خود را در مورد وجود «جنگ‌های عادلانه» تغییر داد.
رونی به دلیل خدماتش به عنوان خبرنگار جنگ در مناطق جنگی در طول جنگ جهانی دوم، برندهٔ جوایزی همچون نشان هوایی و نشان ستاره برنزی شد، اندی در دفتر خاطراتش در سال ۱۹۹۵ به نام جنگ من گزارش جنگ را شرح می‌دهد و چندین رویداد تاریخی و افراد قابل توجه را به عنوان شرح دست اول بازگو می‌کند، از جمله ورود به پاریس و اردوگاه‌های کار اجباری آلمان نازی. او توضیح می‌دهد که چگونه تجربه‌اش به عنوان یک نویسنده و گزارشگر شکل گرفت.

## جنجال‌ها
رونی دراین میان چند اظهار نظر کرد که واکنش شدید طرفداران و تهیه‌کنندگان را در پی داشت.

### نظرات در مورد نژاد
در فوریه ۱۹۹۰، برنامه ۶۰ دقیقه شبکه سی‌بی‌اس، رونی را به مدت سه ماه تعلیق کرد، زیرا مطرح شد که او گفته‌است سیاه‌پوستان از هوش کمتری برخوردار هستند زیرا «ژن‌هایشان کم‌رنگ است». پس از کاهش قابل توجه رتبه‌بندی این برنامه، رونی در ماه مارس به صحنه بازگردانده شد. رونی در مصاحبه ای در سال ۱۹۹۹ به شدت این موضوع را مورد مناقشه قرار داد و ادعا کرد که در عوض به افراد کم درآمد به‌طور گسترده‌تر اشاره می‌کند.
رونی در سال ۱۹۹۲ ستونی نوشت که اظهار داشت: «احمقانه» است که بومیان آمریکا از تیم‌هایی مانند سرخ پوستان شکایت کنند و در بخشی از آن نوشت: مشکل واقعی این است که ما کشور را از دست سرخپوستان گرفتیم، آنها آن را طلب می‌کنند اما ما آن را به آنها پس نمی‌گردانیم. ما احساس گناه می‌کنیم و هر کاری که بتوانیم برای آنها انجام خواهیم داد، اما آنها نمی‌توانند کشورشان را پس بگیرند. او پس از دریافت نامه‌های زیادی از بومیان آمریکا نوشت: وقتی افراد زیادی از یک چیز شکایت می‌کنند، باید تصور کنید که ممکن است اشتباه کرده باشید.
در ستونی در سال ۲۰۰۷ برای خدمات رسانه‌ای تریبون نوشت: «من همه چیز را در مورد بیب روث و لو گریگ می‌دانم، اما ستاره‌های بیسبال امروزی همه برای من پسرانی به نام رودریگز هستند.» رونی بعداً اظهار داشت: «بله، احتمالاً نباید آن را می‌گفتم، [اما] این نامی است که در حال حاضر در بیسبال رایج به نظر می‌رسد.» «مطمئناً به معنای تحقیر آمیز بودن آن فکر نمی‌کردم.»
در دهه ۱۹۴۰، رونی پس از نشستن در پشت اتوبوسی که از نظر نژادی جدا شده بود، در اعتراض به این جداسازی دستگیر شد. همچنین، در سال ۲۰۰۸، زمانی که باراک اوباما به عنوان رئیس‌جمهور ایالات متحده انتخاب شد، رونی این واقعیت را تحسین کرد که شهروندان این کشور، که ۸۰ درصد آنها سفیدپوست هستند، آزادانه یک سیاهپوست را به عنوان رهبر خود انتخاب کردند، صرفاً به این دلیل که فکر می‌کردند او. بهترین انتخاب بود." او گفت که این باعث افتخار او شد و این ثابت کرد که کشور "راهی طولانی را پیموده‌است - راهی خوب."